# Marta Kwaśnicka
Marta Kwaśnicka (ur. 1981 w Katowicach) – polska pisarka, krytyczka i redaktorka. 

## Życiorys
Absolwentka filozofii i archeologii na Uniwersytecie Jagiellońskim w Krakowie, w 2010 roku obroniła doktorat na Wydziale Historii i Dziedzictwa Kulturowego Uniwersytetu Papieskiego Jana Pawła II w Krakowie (promotorem doktoratu był ks. prof. dr hab. Piotr Nawrot). 
W latach 2011–2017 nauczyciel akademicki na Uniwersytecie Papieskim Jana Pawła II w Krakowie.  
W 2015 roku otrzymała Nagrodę Literacką Identitas, Nagrodę Literacką Czterech Kolumn, została wyróżniona w kategorii literackiej Nagrody Stowarzyszenia Wydawców Katolickich Feniks, a także zdobyła nominację do Nagrody Literackiej im. Józefa Mackiewicza.
W 2016 roku za „Jadwigę” zdobyła przyznawaną przez Bibliotekę Narodową Nagrodę Literacką „Skrzydła Dedala”.
W 2020 otrzymała Nagrodę Literacką im. Marka Nowakowskiego za zbiór opowiadań Pomyłka. Książka została również nominowana do Nagrody Literackiej im. Józefa Mackiewicza.
Publikowała m.in. w „The Tablet”, „Barok. Historia – Literatura – Sztuka”, „Toposie”, „Arcanach”, „Frondzie”, „44 / Czterdzieści i Cztery”, "Christianitas” i „Akcencie” oraz licznych publikacjach zbiorowych. Ma na koncie także monografie naukowe. Stypendystka Programu „Młoda Polska” i MKiDN. 
Mieszka w Krakowie.

## Twórczość

### Eseistyka
- „Krew z mlekiem”, Wydawnictwo Teologii Politycznej, Warszawa 2014
- „Jadwiga”, Wydawnictwo Teologii Politycznej, Warszawa 2015 (przekład węgierski: „Hedvig. A waweli királynő”, Rézbong, 2018)

### Zbiory opowiadań
- „Pomyłka”, Tyniec Wydawnictwo Benedyktynów, Kraków 2019

### Powieści
- „Widoki”, Wydawnictwo M, 2024

## Inne publikacje
- „Niedokończona dyskusja. Dziewiętnastowieczna polemika katolicko-prawosławna między Iwanem Gagarinem SJ i Aleksym S. Chomiakowem’’, Jagiellońskie Studia z Filozofii Rosyjskiej, tom 16 (współautorstwo z Leszkiem Augustynem), Wydawnictwo UJ, Kraków 2008, ISBN 978-83-233-2581-9.
- Smętna Dobrodziejka, czyli odnawianie znaczeń, w: „#dziedzictwo = heritage”, redakcja Andrzej Szczerski, Muzeum Narodowe w Krakowie, Kraków 2017, ISBN 9788375812466.
- Andrzej Kijowski – mit krytyka, w: Andrzej Kijowski, „Dzieje literatury pozbawionej sankcji” antologia: wstęp, wybór, opracowanie i posłowie  A.T.Kijowski, omówienie Marta Kwaśnicka, vol.1, Instytut Literatury, Kraków 2020, s. 13–57, ISBN 978-83-6635-932-1.
- Literatura jako teologia naturalna? Wątki postsekularne w późnych tekstach Andrzeja Kijowskiego, "Ethos" Rok 35 2022 nr 2 (138), DOI 10.12887/35-2022-2-138-07